# Kanton Athis-Mons
Kanton Athis-Mons is een kanton van het Franse departement Essonne. Kanton Athis-Mons maakt deel uit van het arrondissement Palaiseau. het heeft een oppervlakte van 16.94 km² en telt 59.611 inwoners in 2018.

## Gemeenten
Het kanton Athis-Mons omvatte tot 2014 de volgende gemeenten:
- Athis-Mons (hoofdplaats)
- Paray-Vieille-Poste

Door de herindeling van de kantons bij decreet van 24 februari 2014, met uitwerking op 22 maart 2015 werd daar de volgende gemeente uit het opgeheven kanton Juvisy-sur-Orge aan toegevoegd:
- Juvisy-sur-Orge